# Patricio Neira
Patricio Enrique Neira Muñoz (* 18. April 1979 in Santiago) ist ein ehemaliger chilenischer Fußballspieler. Der Stürmer bestritt zwei Länderspiele für die chilenische Nationalmannschaft.

## Karriere

### Verein
Patricio Neira begann seine Profikarriere 1996 beim CD Palestino, für den er bereits in der Jugend aufgelaufen war. Nach einer kurzen Station beim CD Huachipato wechselte der Offensivakteur nach der Juniorenweltmeisterschaft nach Mexiko zu Club Puebla. Mitte 2000 kehrte er zu Huachipato zurück. Bis zu seinem Karriereende 2008 bei Deportes Copiapó spielte er für Vereine der Primera División und der Primera B.

### Nationalmannschaft
Patricio Neira bestritt im Februar 1999 in der chilenischen Nationalmannschaft seine einzigen beiden Länderspiele. Bei den beiden Freundschaftsspielen gegen Guatemala und die USA wurde der Angreifer jeweils kurz vor Spielende eingewechselt.
Kurz zuvor hatte er bereits mit der U-20-Nationalmannschaft an der Südamerikameisterschaft 1999 teilgenommen, bei der er vier Tore erzielte.

## Sonstiges
Nach seinem Karriereende arbeitete er als Fußballagent. Im Dezember 2022 erlitt der zweimalige Nationalspieler einen Schlaganfall.